# Gryllotalpella minor
Gryllotalpella minor är en insektsart som först beskrevs av Bruner, L. 1916.  Gryllotalpella minor ingår i släktet Gryllotalpella och familjen mullvadssyrsor. Inga underarter finns listade i Catalogue of Life.